# Batalla de Krivolak
La batalla de Krivolak (en búlgar: Криволашко сражение), també coneguda com la batalla de Krivolashkoto, va ser una batalla entre les forces de Bulgària (sota el comandament del general Georgi Todorov) i França (sota el comandament del general Maurice Sarrail) durant l'ofensiva d'Ovče Pole (que era part de la Campanya de Sèrbia de la Primera Guerra Mundial), entre el 17 d'octubre i el 21 de novembre de 1915.
El 2n Exèrcit búlgar va ser capaç de derrotar els francesos de l'Armée d'Orient, separant a les forces de defensa sèrbies de la seva única font externa de proveïments.

## Antecedents
Després de la intervenció de Bulgària en la Primera Guerra Mundial, a l'1 d'octubre de 1915, va començar l'ofensiva de Bulgària contra Sèrbia.
El 1r Exèrcit bùlgar va derrotar les forces sèrbies a l'ofensiva de Morava, i el 2n Exèrcit búlgar va derrotar les forces sèrbies a l'ofensiva d'Ovče Pole.
No obstant això, a principis d'octubre, parts de l'Armée d'Orient van desembarcar en Salònica (Tessalònica) i van avançar cap al nord per a donar suport a les unitats sèrbies que es retiraven a Kosovo.
El 19 d'octubre, amb la intenció de protegir la línia de ferrocarril que uneix Salònica amb Niš, les forces franceses (elements de la 57a Divisió d'infanteria) es van moure al sud de Sèrbia, cap a Krivolak, on van descobrir que les forces búlgares ja havien aconseguit tallar la línia de tren fins al nord de Krivolak .
Com a resultat de les peticions contínues per a reforços del Govern de Sèrbia, van ser enviades més forces franceses a la zona. El 20 d'octubre hi va haver la totalitat de la 156a Divisió d'Infanteria francesa i part de la 57a Divisió d'Infanteria francesa, que es va estendre des de Krivolak fins a prop de la frontera amb Bulgària (un front de gairebé 50 km).

## Batalla
El 2 de novembre, el general Sarrail va ordenar a la seva força més al nord (la 57a Divisió d'Infanteria) per a avançar més cap al nord fins al riu Tcherna (actualment riu Crna) i aprofitar els punts d'encreuament. 

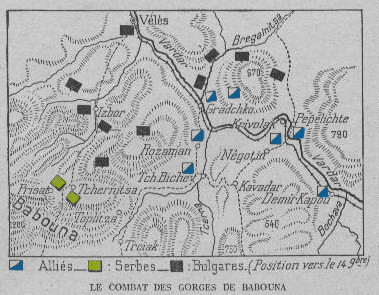
Batalla de Krivolak, novembre de 1915, que mostra l'avanç aliat cap al nord

Arribats a aquest punt en el temps, el 2n Exèrcit búlgar ja els havia passat per davant a Krivolak, i amenaçava a les forces sèrbies amb tallar la seva única via d'escapament (a través d'Albània).
A mesura que les forces franceses van tractar d'avançar, el 3 de novembre, les forces búlgares van realitzar forts atacs contra l'extrem sud del front francès, amenaçant d'aïllar a tota la força francesa.
Com a resposta a aquesta amenaça, entre el 3 i 12 de novembre, el general Sarrail va canviar el seu atac cap a l'est (usant la 156a Divisió d'Infanteria), contra el flanc sud de les forces búlgares, mentre que protegia la línia de ferrocarril al voltant de l'aiguabarreig dels rius Crna i Vàrdar, amb la 57a i part de la 122a Divisió d'Infanteria.
Per al 12 de novembre, després de la creixent evidència que les forces sèrbies al nord havien col·lapsat, el Ministre de Guerra francès (Joseph Gallieni) va ordenar al general Sarrail de reunir la major quantitat de l'exèrcit de Sèrbia que li fos possible, i retirar-se cap a Tessalònica. Tot i això, el general Sarrail va demanar reforços contínuament, i no es va retirar fins al 23 de novembre (malgrat els atacs continus dels búlgars que van obligar a la 122a Divisió d'Infanteria a retirar-se al sud del riu Crna el 20 de novembre).
Durant la retirada, la 10th (Irish) Division britànica, que defensava el flanc dret, també va ser derrotada en la batalla de Kosturino (6-8 de desembre).
Per al 12 de desembre, totes les forces aliades s'havien retirat de Sèrbia i Grècia.

## Conseqüències
Les forces sèrbies es van veure aïllades de proveïment exterior, i es van veure obligades a retirar-se cap a l'oest d'Albània, on van ser evacuades a l'illa grega de Corfú.